# Jarrett Patterson
Jarrett Patterson (Laguna Hills, California, 1 de septiembre de 1999) es un jugador profesional estadounidense de fútbol americano, se desempeña en la posición de center en Houston Texans, en la National Football League (NFL).

## Carrera
Hizo su debut profesional con el equipo Houston Texans, lleva jugando una temporada, comenzó en el 2023.